# فيه ما فيه

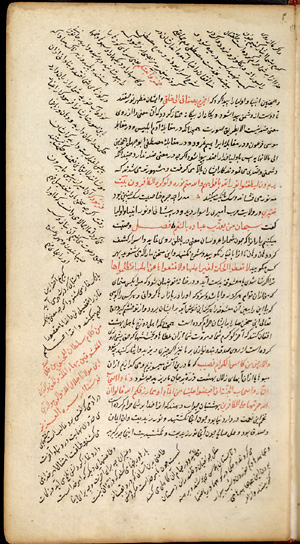
مخطوطة باسم منتخب فیه ما فیه في مكتبة جامعة براتيسلافا.

فیه ما فیه هي أحد آثار جلال الدين الرومي، وهي مجموعة من التعليقات والمناقشات حول مسائل أخلاقية وعرفانية مختلفة.
يذكر بديع الزمان فروزانفر أن اسم الكتاب «فیه ما فیه» جاء على غلاف المخطوطة التي اعتمدها لتحقيق الكتاب، ويرى أنه من الممكن ان يكون جمعه ابن مولانا سلطان ولد. كما جاء في مثنوي معنوي أبيات تقول:
ولعل المقصود بها كتاب «فیه ما فیه». نقلها آربري إلى الإنكليزية سنة 1961، كما نقلها عيسى علي العاكوب إلى العربية.